# Batuhan Çiftçi
Batuhan Çiftçi (* 16. Dezember 1997 in Üsküdar, Türkei) ist ein türkischer Boxer im Bantamgewicht. Er trainiert beim Verein Fenerbahçe SK, ist rund 1,73 m groß und qualifizierte sich zur Teilnahme an den Olympischen Spielen 2020 in Tokio.

## Boxkarriere
Batuhan Çiftçi war bisher unter anderem Teilnehmer der Schüler-Europameisterschaften 2011 in Grosny, der Junioren-Europameisterschaften 2013 in Anapa, der Junioren-Weltmeisterschaften 2013 in Kiew, der Jugend-Europameisterschaften 2015 in Kołobrzeg, sowie der U22-Europameisterschaften 2018 in Târgu Jiu und der U22-Europameisterschaften 2019 in Wladikawkas.
Bei den Europameisterschaften 2017 in Charkiw schied er im Achtelfinale gegen Brendan Irvine und bei den Mittelmeerspielen 2018 in Tarragona im Viertelfinale gegen Gabriel Escobar aus.
Bei den Europaspielen 2019 in Minsk unterlag er knapp mit 2:3 gegen Hamza Touba, gewann jedoch die Goldmedaille bei den Balkanmeisterschaften 2019 in Antalya.
Bei der europäischen Olympiaqualifikation im März 2020 in London besiegte er Zakaria Bouhdi aus Belgien und Daniel Assenow aus Bulgarien, ehe das Turnier aufgrund der COVID-19-Pandemie unterbrochen wurde. Bei der Fortsetzung der Qualifikation im Juni 2021 in Paris besiegte er noch den Rumänen Cosmin Gîrleanu und qualifizierte sich damit für die Olympischen Spiele in Tokio. Bei den Spielen selbst schied er in der Vorrunde  des Fliegengewichts gegen den Weltmeister und Olympiasieger Shahobiddin Zoirov aus.
2022 gewann er die Mittelmeerspiele in Oran. Bei der Weltmeisterschaft 2023 in Taschkent schied er gegen Umid Rustamow und bei den Europaspielen 2023 in Krakau gegen José Quiles aus.

## Weitere Erfolge
- Türkischer Meister: 2017[19], 2019[20], 2022[21]

- Februar 2023: 3. Platz beim Strandja Tournament in Bulgarien[22]
- April 2017: 3. Platz beim Beogradski Pobednik Tournament in Serbien[23]